# Concert at Sea 2015
Concert at Sea 2015 is de tiende editie van het jaarlijkse popfestival Concert at Sea. Deze editie vond plaats op 26 en 27 juni 2015.
Geboekte artiesten waren onder meer Lenny Kravitz, BLØF, Counting Crows, Racoon, Dotan, Miss Montreal en Kensington.
In februari 2015 waren alle kaarten verkocht.